# Cinara
Cinara spp. là một chi côn trùng trong họ Aphididae. Các loài trong chi này là loài gây hại của cây Cupressus benthamii, phát triển phổ biến ở Kenya.